# Gangsta Lovin’
A Gangsta Lovin’ Eve amerikai rapper és Alicia Keys énekesnő kislemeze. Eve harmadik, Eve-Olution című stúdióalbumának első kislemeze; megjelent Alicia Remixed & Unplugged in A Minor című albumán is.
Ez volt Eve egymás utáni második 2. helyezett dala az amerikai Billboard Hot 100 slágerlistán és egymás utáni harmadik top 10 slágere az Egyesült Királyságban. A dal refrénje részleteket használ a Yarbrough and Peoples Don’t Stop the Music című, 1980-ban megjelent dalából, amelyet Common és Erykah Badu is felhasznált 1997-ben, az All Night Long című dalban. Mikor megkérdezték Eve-et, miért Alicia Keyst választotta a dalhoz, ezt nyilatkozta: „Imádom Aliciát. Hihetetlenül tehetséges. Kellett egy lány a dalba, és úgy gondoltam, miért ne legyen Alicia az?”
A dal videóklipjét Little X rendezte, és Debra Wilson kifigurázta a MADtv-ben.

## Számlista
CD maxi kislemez
1. Gangsta Lovin’ (feat. Alicia Keys)
2. Who’s That Girl?
3. Gangsta Lovin’ (Instrumental)

12" maxi kislemez (USA; promó)
1. Gangsta Lovin’ (Radio Edit) – 4:02
2. Gangsta Lovin’ (LP Version) – 4:01
3. Gangsta Lovin’ (Instrumental) – 4:00
4. Gangsta Lovin’ (A Capella) – 3:53

## Helyezések
| Slágerlista (2002)                  | Legmagasabb helyezés |
| ----------------------------------- | -------------------- |
| USA Billboard Hot 100               | 2                    |
| USA Billboard Hot R&B/Hip-Hop Songs | 2                    |
| USA Billboard Hot Rap Tracks        | 2                    |
| Ausztrál ARIA kislemezlista         | 4                    |
| Belga Ultratop 50 (Flandria)        | 18                   |
| Belga Ultratop 40 (Vallónia)        | 13                   |
| Brit kislemezlista                  | 6                    |
| Brit R&B kislemezlista              | 1                    |
| Dán kislemezlista                   | 6                    |
| Finn kislemezlista                  | 6                    |
| Francia SNEP kislemezlista          | 20                   |
| Holland Top 40                      | 8                    |
| Ír kislemezlista                    | 15                   |
| Magyar Mahasz kislemezlista         | 10                   |
| Német Media Control slágerlista     | 21                   |
| Német fekete slágerlista            | 1                    |
| Norvég kislemezlista                | 5                    |
| Olasz FIMI kislemezlista            | 14                   |
| Osztrák Ö3 Austria Top 40           | 41                   |
| Svájci kislemezlista                | 6                    |
| Svéd kislemezlista                  | 10                   |
| Új-zélandi RIANZ kislemezlista      | 7                    |